# Gus Gerard
Daniel James Gerard, detto Gus (Uniontown, 27 luglio 1953), è un ex cestista statunitense, professionista nella ABA e nella NBA.

## Carriera
Venne selezionato dai Portland Trail Blazers al terzo giro del Draft NBA 1975 (50ª scelta assoluta).
Con gli Stati Uniti disputò i Campionati mondiali del 1974.

## Palmarès
- ABA All-Rookie Team (1975)
- ABA All-Star Game: 1

1976
- Diciottesimo per numero di stoppate di sempre ABA